# Eighth Grade
Eighth Grade es una película estadounidense de comedia dramática escrita y dirigida por Bo Burnham. Es su debut como director en un largometraje. La trama sigue la vida y las luchas de una estudiante de octavo grado, interpretada por Elsie Fisher, durante su última semana de clases antes de graduarse en la escuela secundaria. Ella lucha con la ansiedad social, pero produce vlogs dando consejos de vida. 
Burnham se inspiró en sus propios problemas de ansiedad cuando comenzó a escribir el guion en 2014. Tuvo dificultades para encontrar financiamiento para el proyecto hasta el 2016. El rodaje comenzó en Suffern y White Plains, Nueva York, en el verano de 2017. Fisher fue elegida después de que Burnham la viera en YouTube; ella lideró un reparto que incluye a Josh Hamilton y Emily Robinson. Los temas incluyen el uso intensivo de las redes sociales, la salud mental en la Generación Z y la sexualidad y el consentimiento. 
La película tuvo su premier el 19 de enero, como parte de la sección de Competencia Dramática de los EE. UU. Del Festival de Cine de Sundance 2018. Después de otras proyecciones en festivales, fue estrenada en cines en los Estados Unidos por A24 el 13 de julio de 2018. Su clasificación R de la Motion Picture Association of America (MPAA) inspiró críticas, ya que su decisión impidió que muchos espectadores de octavo grado vieran la película en los cines. En respuesta, los distribuidores organizaron proyecciones gratuitas y sin calificación alrededor de Estados Unidos.

## Temas
La película explora la ansiedad. La profesora Julianna W. Miner, escribiendo en 2018 sobre Eighth Grade, reflejó que el 22% de los adolescentes estaba luchando contra la depresión y la ansiedad, y que las adolescentes se estaban suicidando a tasas más altas en 2015 que en los 40 años anteriores. La profesora de Baltimore Katie Reid refutó el argumento de un personaje de que las mentes de los jóvenes adolescentes se moldearon al tener medios sociales antes, afirmando que los estudiantes de octavo grado en 2018 son los mismos que en décadas pasadas: "inseguros, asustados, serios, buscadores, esperanzadores, desesperados y solitarios". La ansiedad representada es típica en la escuela secundaria, pero según la periodista Valerie Strauss, también refleja la vida en 2018, donde personas de todas las edades ven una "cacofonía de indiferencia y maldad absoluta". Las palabras "um" y "me gusta" en el guion también reflejan "el proceso de lucha", en lugar de la falta de inteligencia de los personajes.
El crítico Owen Gleiberman escribió que Eighth Grade fue pionera en examinar a los jóvenes que nunca conocieron un mundo sin Internet, tocando el tema del sexting también. CBS News también observó que además de "la angustia y el acné adolescentes habituales", Eighth Grade describe cómo Kayla pasa la mayor parte del tiempo en Internet y participa en los mensajes de texto. Esto refleja las tendencias generales en "iGen" (posmlennials), donde el 94% de los jóvenes han usado teléfonos inteligentes a los 14 años. Una encuesta de 2018 en EE. UU. reveló que el 45% de los adolescentes reportó "casi constantemente" el uso de Internet. El 24% calificó sus efectos como "mayormente negativos", mientras que el 45% los calificó como "ni negativos ni positivos".
Según Elsie Fisher, "para Kayla, las redes sociales son casi religiosas". Burnham explicó que "las redes sociales me han hecho pensar de manera diferente como persona. Me han puesto más ansiosa, creo". El profesor Jean Twenge también relacionó un aumento en el uso de Internet con una disminución en la salud mental juvenil. Gleiberman calificó la descripción de un examen de "abrumador - y, diría yo, sin precedentes - que es lo que los adolescentes de hoy pueden sentir". El autor Robert Barker comparó Eighth Grade con películas anteriores de coming-of-age como Fast Times at Ridgemont High (1982) y Mean Girls (2004). En lugar de trabajar a través de camarillas, Barker escribió que Kayla y otros están en "una guerra digital de todos contra todos, burlándose, fingiendo y pontificándose tanto a sí mismos como a una audiencia anónima". Barker también vio que el sexting entre personajes representaba su olvido a la inocencia perdida. NPR interpretó el impacto de Internet durante la maduración como "uno de los temas clave de Eighth Grade", comentando cuántas personas pueden no recordar la edad con cariño, pero las redes sociales han agregado complicaciones. Aun así, NPR encontró que Kayla aún puede crecer a pesar de los grandes desafíos.
Según el crítico Kyle Buchanan, "El mayor misterio para ... [Kayla] es el sexo opuesto", considerando su interés en Aiden y tomando lecciones en línea sobre la felación. Time mencionó la afirmación de Kayla a Aiden de que tiene selfies desnudas como una de las "indignidades clásicas de la escuela secundaria" representadas en Eighth Grade. Después de decidir centrarse en una protagonista femenina en una historia sobre la ansiedad, Burnham consideró que las chicas "no saben qué hacer con sus cuerpos"; también criticó laeducación sexual en los EE. UU. por no explorar el consentimiento sexual, reflejado en la escena de "verdad o reto". Kayla había estudiado educación sexual, pero dadas las circunstancias en la escena de "verdad o reto", "Kayla no tiene idea de qué hacer" y siente que tiene que disculparse.
La escena de "verdad o reto" se ha relacionado con el movimiento Me Too, aunque fue escrita antes del lanzamiento del movimiento en 2017. La periodista Anna Silman observó el "lenguaje corporal y las protestas verbales claramente incómodas de Kayla". Cuando la escena se emitió en el Festival de Cine de Sundance, los espectadores giraron en sus asientos y gritaron.
La historia también explora la relación de Kayla con su padre Mark, un miembro de la Generación X, de quien se está separando, exhibiendo un comportamiento típico para su edad. Sus intentos de comunicarse con ella se ven frustrados por su fijación con su teléfono inteligente. Sin embargo, la periodista Sonia Rao consideró que Mark era "la única presencia constante en su vida"; Mark es dedicado hacia Kayla y luego le dice que está orgulloso de ella.

## Producción
El comediante Bo Burnham, que nunca había dirigido un largometraje antes, describió la concepción de la película y dijo que había sufrido varios ataques de pánico desde 2013. Mientras se sentía inseguro acerca de sí mismo, reflexionó sobre su noción de que el octavo grado es un año crucial para formarse conciencia de sí mismo: 

Quería hablar sobre la ansiedad y lo que se siente estar vivo en este momento, y lo que es estar inseguro y nervioso. Eso me parecía más a la secundaria que a la preparatoria. Creo que el país y la cultura están pasando por un momento de octavo grado en este momento.

 Burnham también se inspiró al observar a una niña en un centro comercial tomando selfies mientras estaba sola; él creía que ella estaba preocupada por su apariencia. Dado que su carrera comenzó con la producción de videos, también quería explorar la vida de un personaje cuyos videos tienen audiencias muy pequeñas. El trabajo en el guion comenzó en marzo de 2014. Kayla no fue la única protagonista en los borradores iniciales del guion, pero Burnham decidió concentrarse en ella. Para escribir diálogos representando a la Generación Z, Burnham miraba YouTube. Decidió que su protagonista sería femenina después de ver YouTube, diciendo: "los niños hablan de Minecraft y las chicas hablan de sus almas... probablemente la mitad porque las chicas están madurando más rápido y la otra mitad porque la cultura hace preguntas mucho más profundas a las mujeres jóvenes antes que los hombres". También le gustó la idea de una protagonista femenina para evitar "proyectar" sus recuerdos personales de octavo grado como hombre. El título de producción de la película fue The Coolest Girl in the World.
Los puntos de vista personales de Burnham sobre las diferencias entre la Generación Z y sus predecesores inspiraron una escena en la que un personaje teoriza que el acceso a las redes sociales a una edad temprana moldeaba las mentes de la generación. La relación de Kayla y Mark se basa en la relación de Burnham con su madre. Burnham vio la relación de un adolescente con su padre o madre como una etapa en la que "quieres la independencia y también la afirmación".
Con el guion escrito, Burnham pasó años buscando financiamiento, sintiendo como si hubiera demostrado su capacidad de comercialización como comediante para el 2016. En particular, señaló los beneficios de su anterior gira de comedia, que vendió un total de 150.000 entradas. Scott Rudin, Eli Bush y A24 la produjeron con un presupuesto de $2 millones, con Nicolette Aizenberg de A24 llamándola "personal" para ella. Aunque Burnham no había dirigido una película antes, estaba convencido de que podía dirigir Eighth Grade, y pasó ocho meses antes del rodaje leyendo libros como Making Movies de Sidney Lumet. 

### Casting
Cincuenta chicas audicionaron para el papel de Kayla. Elsie Fisher, de 13 años, dijo que había luchado para encontrar un papel que representara de manera realista a una adolescente antes de audicionar para Eighth Grade. Burnham eligió a Fisher porque "ella era la única que se sentía como una niña tímida que fingía tener confianza, todos los demás se sentían como una niña segura que fingía ser tímida". La descubrió en YouTube y tuvo su audición tres veces. Fisher dijo que una de las razones por las que estaba preocupada en la primera audición era que era fanática de la comedia de Burnham. Ella se sintió atraída por el papel porque la manera de hablar de Kayla son similares a los de ella. Se graduaba del octavo grado en ese momento, y la filmación comenzaría una semana después. Al revisar el guion, el padre de Fisher gritó y maldijo al leer la escena de "verdad o reto", pero se aseguró de que su hija estuviera cómoda con el material.
Burnham encontró que Josh Hamilton tenía una "vibra de papá". Daniel Zolghadri fue elegido como Riley. Debido a la escena de "verdad o reto", muchos actores jóvenes que hicieron una audición interpretaron el papel como siniestro, pero Burnham entrenó a Zolghadri para que fuera "lo opuesto a lo espeluznante". Emily Robinson e Imani Lewis eran adolescentes cuando fueron elegidos y ambos dijeron que encontraron que la descripción de la ansiedad se podía relacionar con ellos. Jake Ryan comentó que en el guion, Gabe "se suponía que estaba descentrado", y sin saber el significado de esta frase, se interpretó a sí mismo.
Los maestros y estudiantes de la Escuela Secundaria Suffern en Nueva York fueron utilizados como extras, y el director Brian Fox dijo que entre cinco y diez estudiantes fueron elegidos. Durante el proceso de audición para los estudiantes de octavo grado de la vida real, un estudiante mencionó que tenía eczema como su "talento especial" y otro entró en la audición "comiendo un pimiento como una manzana", y Burnham aceptó esto como una calificación. El profesor de la banda Dave Yarrington dijo que Burnham lo eligió porque "le gustó mi apariencia".

### Rodaje
La película se filmó en Suffern, Nueva York en el verano de 2017, durante 27 días, con un rodaje en la Escuela Secundaria de Suffern en julio Para las escenas del centro comercial, se tomaron tomas exteriores en Palisades Center en West Nyack, Nueva York, mientras que las escenas interiores se tomaron cerca en la Galleria at White Plains.
Burnham no cubrió el aspecto natural de la piel de Fisher. Fisher dijo que llevaba un poco de maquillaje, pero su acné todavía era visible. Su hábito de terminar las conversaciones con "Gucci!" fue imitado por Burnham y otros en el set e incorporado a la película como la firma de los blogs de video de Kayla. Ella describió a "Gucci" como un tic diciendo que otros hábitos como encorvarse y frotarse el brazo se incorporaron a la película. Los cineastas adoptaron el consejo de Fisher de que Facebook había caído en desgracia. Gran parte del contenido relacionado con él fue cambiado a Instagram. Más allá de algunos cambios menores, los realizadores no emplearon mucha improvisación.
Para representar los mensajes de texto, Burnham rechazó mostrar los mensajes en pantalla a la manera de la serie de televisión de Estados Unidos House of Cards. En su lugar, optó por una representación realista que también encontró "práctica". Las escenas de los blogs de video de Kayla fueron filmadas desde una MacBook Pro real. Debido a que se representó la Internet real, el diseñador de producción Sam Lisenco y la diseñadora de accesorios Erica Severson crearon muchas cuentas falsas de Instagram y Twitter.
El equipo hizo uso de lentes anchas, cámaras de Red Digital Cinema y zoom. La escena en la que Riley hace avances en Kayla fue filmada con miembros del equipó en el auto con los jóvenes actores. Había ocho personas en el auto durante el rodaje matutino. Fisher tenía el guion en su regazo y pudo leerlo mientras su personaje miraba hacia abajo. Fisher explicó su actuación en la escena: "Queríamos adoptar un enfoque sensible y solo ser sinceros al respecto, y describir un tipo de evento tóxico que pueda suceder".

### Posproducción
Burnham consideró usar "Orinoco Flow" de Enya para la banda sonora. Dijo que al volver a escuchar la canción, pensó que era "muy profunda" y podía hacer que una escena de navegación web se sintiera "religiosa". Él personalmente escribió una carta a Enya pidiéndole permiso para usar la canción. La banda sonora fue escrita por la compositora de música electrónica Anna Meredith, quien grabó durante una semana en Londres. Meredith dijo que era su primera banda sonora. Lo encontró desafiante porque no solo estaba escribiendo música que ella sentía correcta, sino que estaba buscando "lo que la película necesita". Burnham dijo que deseaba evitar una banda sonora "linda" y que, si bien la mayoría de la música electrónica está orientada hacia los hombres, la de Meredith era "exactamente lo que queríamos".
La edición tuvo lugar seis meses después de la filmación. Fisher cantando en Masha and the Bear a los 11 años se incorporó a la película.
Después de que la Motion Picture Association of America otorgó a Eighth Grade una calificación de R, Burnham tuvo la opción de editar la película para obtener un PG-13 más permisivo. Él optó por no hacerlo, comentando: "No parecía que fuera nuestra responsabilidad retratar una realidad que fuera apropiada para los niños, sino más bien retratar la realidad de que los niños realmente viven".

## Estreno
La película se estrenó en competencia en el Festival de Cine de Sundance de 2018 el 19 de enero, y posteriormente se proyectó en el Festival Internacional de Cine de San Francisco en abril. Eighth Grade también se proyectó en el Festival Internacional de Cine de Seattle en su último fin de semana de junio de 2018.
A24 le dio a Eighth Grade su estreno limitado el 13 de julio, antes de cambiarlo a lanzamiento general el 3 de agosto. La MPAA lo calificó con R por profanidad y contenido sobre la felación, una decisión que los críticos condenaron por negar a los espectadores adolescentes una película con mensajes positivos. El representante de la MPAA, Chris Ortman, declaró que A24 nunca apeló la calificación R, aunque tenía el derecho de hacerlo. Burnham lamentó la calificación porque excluía a los jóvenes en edad de escuela intermedia. Para superar la calificación, A24 organizó una proyección gratuita y sin calificación en cada estado de EE. UU. el 8 de agosto. Burnham aprobó la calificación de 14A de Canadá. Eighth Grade comenzó la proyección en las ciudades canadienses el 3 de agosto.
En septiembre de 2018, Sony Pictures Worldwide Acquisitions adquirió los derechos de distribución internacional de la película. Lionsgate preparó el lanzamiento del DVD y Blu-ray en la Región 1 con un comentario del director y escenas eliminadas, para su distribución a partir del 9 de octubre.